# M'brou
M’brou est une localité située dans le Sud de la Côte d'Ivoire et appartenant au département d'Agboville, dans la Région de l'Agnéby. 
La localité de M’brou, aujourd'hui essentiellement résidentielle, fut un chef-lieu de commune jusqu'en mars 2012, date à laquelle elle est devenue l'une des 1126 communes du pays qui ont été abolies.
Située dans la sous-préfecture de Guessiguié, elle compte 5 700 habitants en 2014.